# Live! Tonight! Sold Out!!
Live! Tonight! Sold Out!! – zbiór wideo z koncertów Nirvany w latach 1991–1993, wydane 15 listopada 1994 roku na kasecie VHS, a 7 listopada 2006 roku na płycie DVD.

## Lista utworów
1. „Aneurysm” (In two parts: 1991.11.25 – Amsterdam, Holland, and 1993.01.23 – Hollywood Rock, Rio de Janeiro, Brazil. Incorrectly labeled 1993.01.16 São Paulo, Brazil on inlay)
2. „About a Girl” (1991.10.31 – Seattle, Washington)
3. „Dive” (1993.01.23 – Hollywood Rock, Rio de Janeiro, Brazil. Incorrectly labeled 1993.01.16 – São Paulo, Brazil on inlay)
4. „Love Buzz” (1991.10.19 – Dallas, Texas / 1991.11.25 – Amsterdam, Holland)
5. „Breed” (1991.10.31 – Seattle, Washington)
6. „Smells Like Teen Spirit” (1991.11.27 – UK TV show Top of the Pops)
7. „Negative Creep” (1992.02.22 – Honolulu, Hawaii)
8. „Come as You Are” (1991.11.25 – Amsterdam, Holland)
9. „Territorial Pissings” (1991.12.06 – UK TV show Jonathan Ross 1991.11.25 – Amsterdam, Holland)
10. „Something in the Way” (1992.02.14 – Osaka, Japan)
11. „Lithium” (1992.08.30 – Reading, England)
12. „Drain You” (1991.11.25 – Amsterdam, Holland)
13. „Polly” (1991.10.31 – Seattle, Washington)
14. „Sliver” (1991.11.25 – Amsterdam, Holland)
15. „On a Plain” (1992.06.26 – Roskilde, Denmark)
16. „Endless, Nameless” (1991.10.31 – Seattle, Washington) (Not listed)

## Dodatki na płycie DVD
1. „School”
2. „About a Girl”
3. „Been a Son”
4. „On a Plain”
5. „Blew”

## Pozycje na listach
| Rok  | Lista                          | Pozycja                 |
| ---- | ------------------------------ | ----------------------- |
| 2006 | Billboard Comprehensive Videos | No. 4                   |
| 2006 | Billboard Top Music Videos     | No. 4                   |
| 2006 | Norwegian DVD Charts           | No. 6                   |
| 2006 | New Zealand DVD Charts         | No. 6 (złota płyta)     |
| 2006 | Italian DVD Charts             | No. 9                   |
| 2006 | Australian DVD Charts          | No. 9 (Platynowa płyta) |